# Chris Froggatt

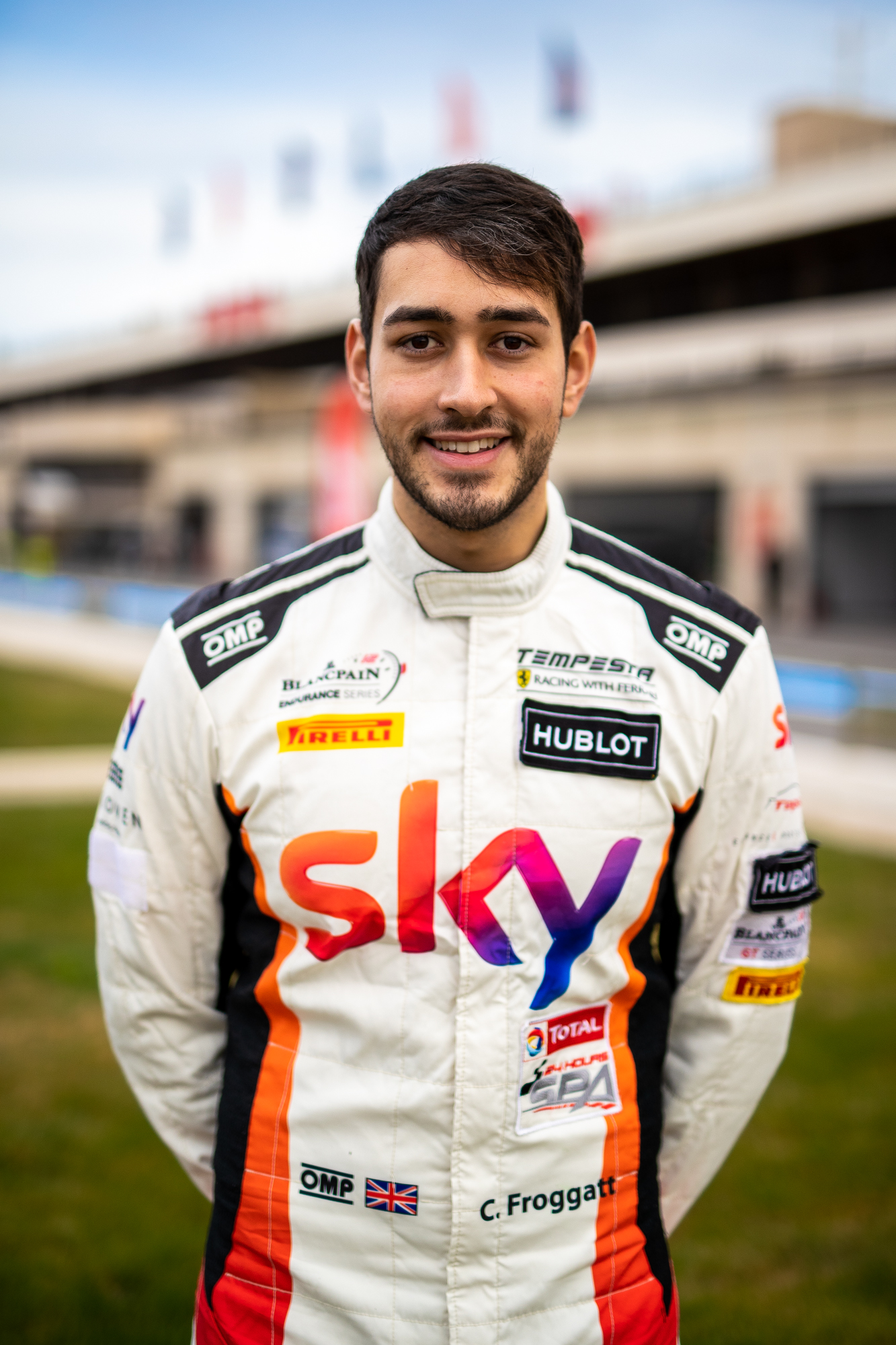
Chris Froggatt 2020

Christopher „Chris“ Froggatt (* 11. Dezember 1993 in Windsor) ist ein britischer Autorennfahrer.

## Karriere als Rennfahrer
Chris Froggatt begann seine Karriere 2017 in der Ferrari Challenge: Trofeo Pirelli, wo er im Jahr darauf die Ferrari Challenge Europe - Trofeo Pirelli – Am HR Owen gewann, ein Erfolg, den er 2021 wiederholen konnte.
In den folgenden Jahren fuhr er in unterschiedlichen Rennserien wie der britischen GT-Meisterschaft, der GT World Challenge Europe und der 24H Series. Ein weiterer Meisterschaftserfolg war 2023 der Gewinn des Bronze-Cups im GT World Challenge Europe Endurance Cup.
Mehrmals startete er beim 24-Stunden-Rennen von Spa-Francorchamps, wo er mit dem 16. Gesamtrang 2024 seine bisher beste Platzierung erreichte.

## Stastitik

### Karrierestationen
| - 2017: Ferrari Challenge (Platz 3) - 2018: Ferrari Challenge (Platz 1) - 2019: GT World Challenge Europe Endurance Cup (Platz 3) | - 2020: GT World Challenge Europe Endurance Cup (Platz 1) - 2020: 6h Abui Dhabi GT (Platz 1) - 2021: GT World Challenge Europe Endurance Cup (Platz 1) - 2023: GT World Challenge Europe Endurance Cup Bronze Cup (Platz 1) |

### Le-Mans-Ergebnisse
| Jahr | Team                 | Fahrzeug        | Teamkollege       | Teamkollege  | Platzierung | Ausfallgrund |
| ---- | -------------------- | --------------- | ----------------- | ------------ | ----------- | ------------ |
| 2025 | Ziggo Sport Tempesta | Ferrari 296 GT3 | Eddie Cheever III | Jonathan Hui | Rang 46     |              |

### Einzelergebnisse in der FIA-Langstrecken-Weltmeisterschaft
| Saison | Team                 | Rennwagen       | 1   | 2   | 3   | 4   | 5   | 6   | 7   | 8   |
| ------ | -------------------- | --------------- | --- | --- | --- | --- | --- | --- | --- | --- |
| 2025   | Ziggo Sport Tempesta | Ferrari 296 GT3 | KAT | IMO | SPA | LEM | SAO | AUS | FUJ | BAH |
| 2025   | Ziggo Sport Tempesta | Ferrari 296 GT3 | 46  |     |     |     |     |     |     |     |